# Sgt. Pepper's Lonely Hearts Club Band
Sgt. Pepper's Lonely Hearts Club Band je osmé studiové album britské skupiny The Beatles. Bylo vydáno na konci května 1967 a stalo se jedním z esenciálních uměleckých počinů tzv. Léta lásky. Je často označováno jako nejvlivnější rockové album všech dob (například časopis Rolling Stone ho zařadil na první místo žebříčku 500 nejlepších alb). Řadí se mezi dvacet nejlépe prodávaných alb historie hudby.
Obsah a celé pojetí tohoto alba ve významné míře ovlivnily tvorbu mnohých současníků i následujících generací muzikantů a skupin nejen populární hudby.

## Nahrávání
Nahrávání Sgt. Pepper's Lonely Hearts Club Band probíhalo v období, kdy se Beatles stáhli do ústraní před enormní popularitou, která je v předchozích letech provázela (tzv. beatlemánie). U skupiny tento tlak vedl k vnitřnímu napětí a nechuti k veřejným vystoupením na koncertech, kde přes řev publika ani sami sebe neslyšeli. Roku 1966 navíc vznikla aféra s výrokem Johna Lennona, který měl v jednom z interview v nadsázce pronést, že Beatles jsou „populárnější než Ježíš“, čímž proti sobě popudil křesťanské církve a věřící. Po katastrofálním zájezdu na Filipíny, kdy se dostali do nemilosti režimu tehdejšího diktátora Ferdinanda Marcose a stěží se jim podařilo vůbec odletět, už odehráli jen jedno turné v Severní Americe, po kterém se kapela usnesla, přes nesouhlas Paula McCartneyho a zejména jejich manažera Briana Epsteina, že přestanou veřejně vystupovat a budou se věnovat jen studiové práci.
Jako bezpochyby nejpopulárnější britská skupina tehdy The Beatles dostali neomezený přístup do nahrávacích studií firmy EMI na Abbey Road. Nahrávání alba probíhalo na vysoké profesionální úrovni, často i pozdě do noci.
Skupina původně chtěla nahrát opět album ve stylu R&B, popu a rocku, ale postupně se do skladeb dostávaly různé další, tehdy nové a převratné hudební vlivy a postupy. Beatles se svým producentem Georgem Martinem zkoušeli využívat nejmodernější elektronické nástroje typu mellotron, ale i klasické orchestrální nástroje jako smyčce, trubky, flétny, klarinet, perkuse, a široké spektrum exotických nástrojů, jako různé bubínky nebo strunný indický nástroj sitár (který ostatně uvedli do západní populární hudby už na albu Rubber Soul).
Beatles použili i množství modulárních studiových efektů, kytarový pedál (wah-wah), fuzzbox, kterými zvýraznili experimentální přístup k nahrávání, použili i kolísání rychlosti zvuků, efekty ozvěny skrz Leslieho reproduktor, McCartney využil nové postupy pro nahrávání basové linky. Celkově bylo nahrávání alba revolučním zlomem po technické, interpretační, ale i organizační stránce. Od základu se změnil přístup ke studiovému nahrávání, začaly se všeobecně využívat možnosti dodatečného zpracování, mixování zvukových stop a experimentování s nimi. Prakticky se tak přestalo počítat s tím, že by (přinejmenším některé) skladby mohly být hrány živě na koncertech, vzniklá hudba byla ryze studiová, pro poslech z desky nebo jiných nosičů. Dlužno ale podotknout, že toto do velké míry platilo už pro předešlé beatlovské album Revolver, které bylo pro vývoj rockové hudby srovnatelně významným milníkem.
Bylo prolomeno i nepsané pravidlo o maximální délce popových skladeb – dvě písně alba byly delší než pět minut.
Jednotlivé nahrané stopy byly spojeny do jedné. Tou dobou měla studia Abbey Road k dispozici jen čtyřstopé nahrávací magnetofony, a tak musely být zvukové stopy spojovány postupně, přes několik mezikroků. Magnetofon s osmi stopami studia získala až po vydání alba, koncem roku 1967.

## Téma a struktura alba

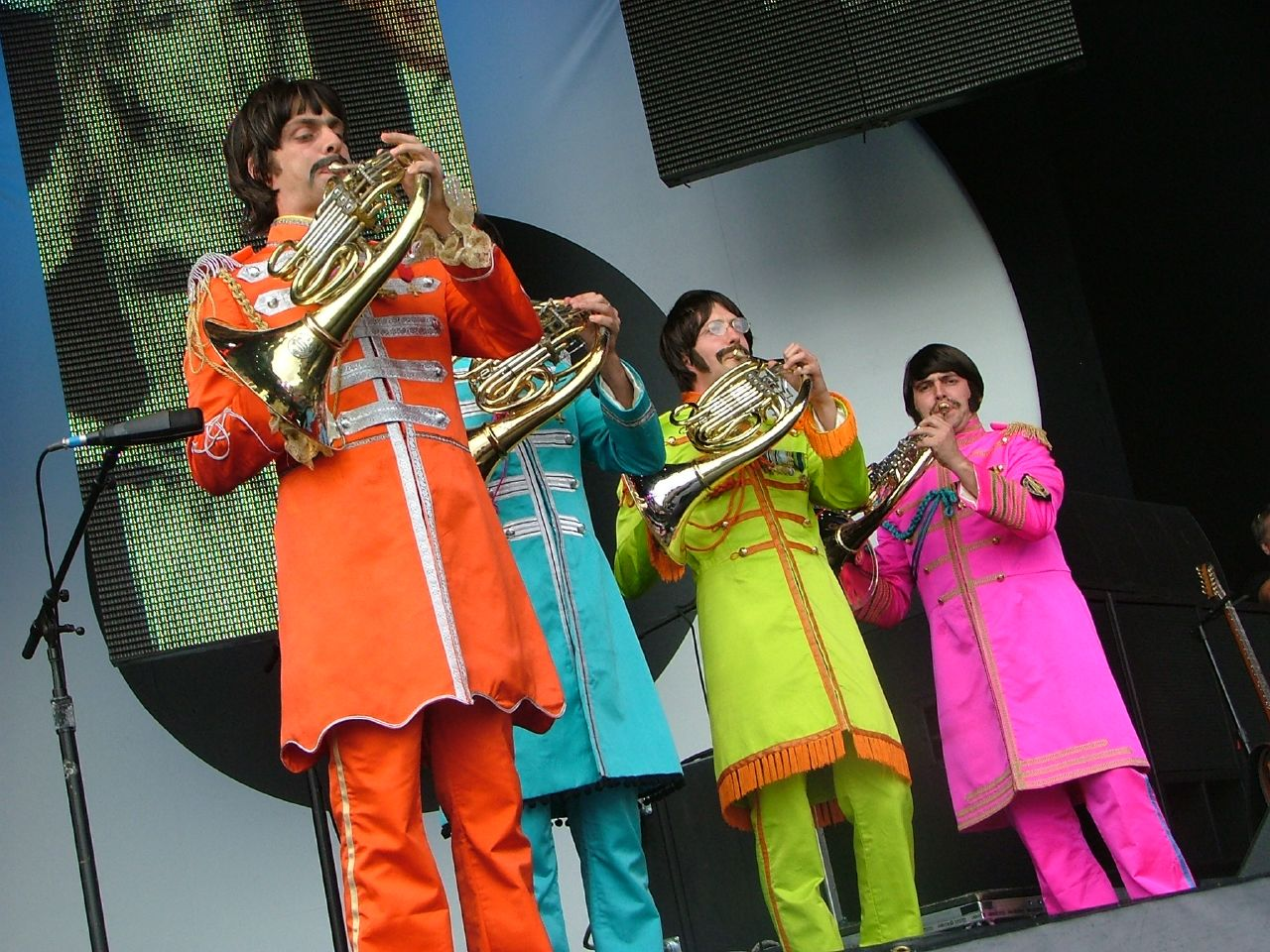
Hudebníci imitující podobu Beatles na obalu alba

Jakkoliv na tomto albu (na rozdíl od těch posledních) Beatles ještě pracovali vesměs společně a v dobré harmonii, hnacím motorem a autorem jeho koncepce byl Paul McCartney, na nějž velmi zapůsobilo právě vydané inovativní album Pet Sounds amerických Beach Boys, a toužil je překonat. Napadlo ho pojmout album jako dílo fiktivní kapely jménem Sgt. Pepper's Lonely Hearts Club Band („Kapela Klubu osamělých srdcí seržanta Pepře“) – tato myšlenka maskování nebo přeměny identity byla pro publicitou vyčerpané Beatles zajímavá. Během tvorby projektu si nechali narůst kníry a oblékali se do různobarevných uniforem, které měly zdůraznit jejich novou identitu. Zároveň to lépe korespondovalo s tehdejší módou hippies, než jejich do té doby typický decentní styl.
Původní koncept se nakonec omezil na úvodní skladbu Sgt. Pepper's Lonely Hearts Club Band, která posluchače s eponymní kapelou seznámila, a následující píseň fiktivního kapelníka Billyho Shearse (Ringo Starr) nazvanou With a Little Help from My Friends (obě skladby byly zvukově prolnuté, bez pauzy). K tématu se pak vrátila předposlední skladba Sgt. Pepper's Lonely Hearts Club Band (Reprise) (zkrácená verze první písně), čímž bylo album symbolicky orámováno před závěrečnou a nejdelší skladbou, epickou A Day in the Life.
Ostatní písně alba byly žánrově rozmanité skladby, textově často inspirované nějakým náhodným zážitkem, novinovým titulkem nebo nápisem (např. She's Leaving Home, Being for the Benefit of Mr Kite!, Lovely Rita, Good Morning Good Morning, A Day in the Life), a mnohdy psané pod vlivem LSD či jiných halucinogenů, s nimiž tehdy Beatles hojně experimentovali. George Harrison přispěl další ze svých „indických“ písní Within You Without You, připomínající hinduistické mantry. McCartneyho skladby na albu se naopak vyznačovaly spíše staromilským zvukem inspirovaným britským music-hallem, zatímco Lennonova Being for... zase připomínala cirkusovou hudbu. Jedinečná kombinace psychedelického soundu (jehož byli Beatles průkopníky) a předválečné nostalgie je pro toto album typická. 
Skupina pro album nahrála vícero písní založených na jejich vzpomínkách na dětství a každodenní život. Pod tlakem tehdejší obchodní politiky jejich vydavatele, firmy EMI (skupina musela vydat jedno album plus čtyři singly ročně), byly dvě z těchto skladeb, McCartneyho Penny Lane a Lennonova Strawberry Fields Forever, dokončeny a vydány před albem jako singl. Ten splnil účel a dosáhl ohromného úspěchu (obě písně jsou považovány za jedny z nejlepších, co Beatles kdy nahráli), nicméně jejich vynechání ze „seržanta Pepře“ později George Martin označil za svou největší chybu (jako producenta Beatles). Písně pak byly zařazeny alespoň na americké vydání následujícího alba Magical Mystery Tour (v Británii vyšlo pouze jako EP bez těchto skladeb).

## Obal alba

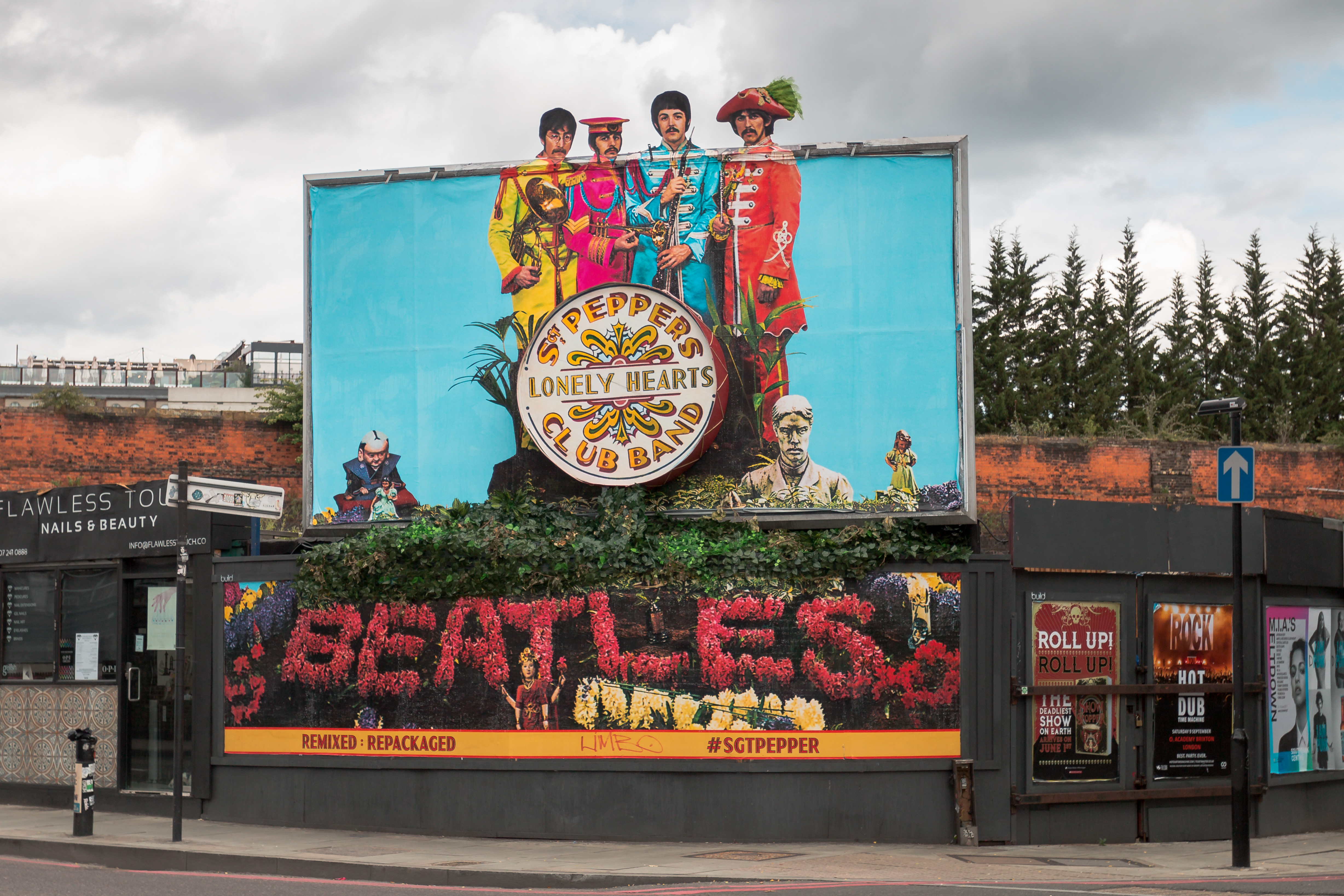
Nápodoba obálky alba na billboardu k 50. výročí jeho vydání

Autorem obalu, který v roce 1968 získal Grammy za nejlepší grafické ztvárnění, byli Robert Fraser ve spolupráci s Paulem McCartneym. Designéry byli Peter Blake a jeho manželka Jann Haworthová, fotografem byl Michael Cooper. Beatles původně na titulní stranu obalu plánovali malbu v psychedelickém stylu od holandského grafického studia The Fool, ale Robert Fraser se o ní negativně vyjádřil. Malba byla navíc malá; design byl proto nakonec použit na vnitřní stranu otvíracího obalu u několika prvních výlisků.

Robert Fraser Paulovi představil svého známého, uznávaného pop-artového umělce Petera Blakea, který spolu s manželkou zpracoval současný návrh, jenž dostal název „People We Like“. McCartney měl zpočátku nápad s rostoucími květinovými hodinami, před kterými by Beatles přebírali ocenění od představitele městské samosprávy. Původní koncept designu obalu od Blakea a Haworthové počítal s vyobrazením scény vystoupení skupiny seržanta Peppera v parku. Postupně se rozhodli k vystupujícím připojit i jiné známé osobnosti, pomocí fotografií v „životní“ velikosti.

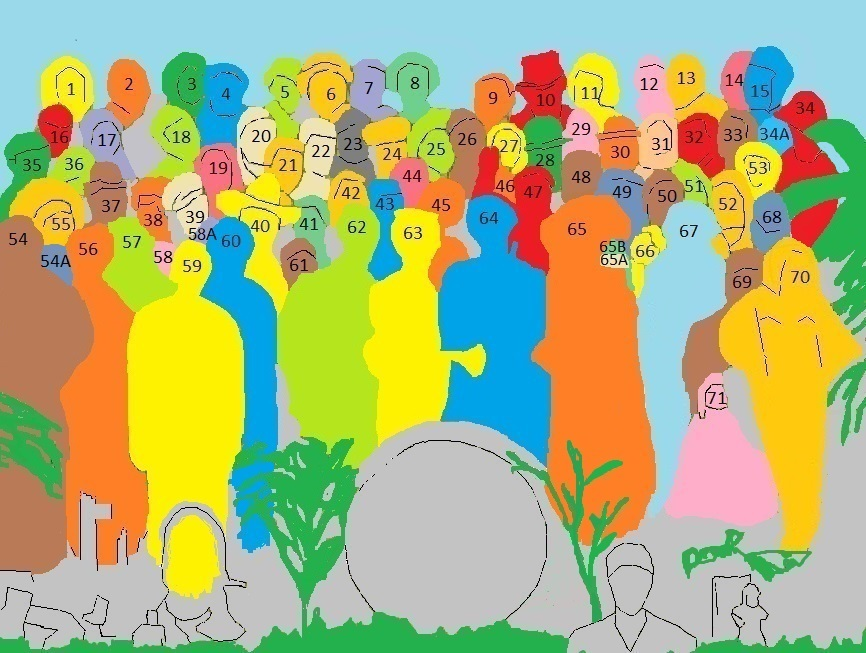
Identifikace osobností na obalu alba (v popisu obrázku po rozkliknutí)

Ve finální podobě je na titulním obrázku barevná koláž vytvořená z lepenkových modelů rozličných slavných osobností, mezi kterými je Edgar Allan Poe, Fred Astaire, Bob Dylan, Tony Curtis, Marilyn Monroe, Oliver Hardy, Karel Marx, Sigmund Freud, Stuart Sutcliffe, Oscar Wilde, David Livingstone, Johnny Weissmuller, George Bernard Shaw, Aleister Crowley, T. E. Lawrence, Marlon Brando, Lewis Carroll, Shirley Temple, Albert Einstein, Marlene Dietrich nebo voskové figuríny samotných Beatles v oblecích (z muzea Madame Tussaud) – uprostřed pak „živí“ Beatles v uniformách Sgt. Peppera. Figuríny jsou nastaveny tak, aby se dívaly dolů na nápis The Beatles, který je vytvořen z květů. Ve skupině postav měli být i Ježíš Kristus, Adolf Hitler nebo Elvis Presley, ale byli zamítnuti. Harrisonem navrženého Gándhího nařídilo vyřadit vedení EMI kvůli případným problémům ze strany indických fanoušků. Část hlavy (na schématu č. 54A) v levé části mezi boxerem Sonny Listonem a figurínou George Harrisona nebyla nikdy identifikována.
Obal alba byl jako jeden z prvních otvíratelný. Na vnitřní straně byl obrázek členů skupiny v uniformách. Pestré saténové uniformy seržanta Peppera navrhl Manuel Cuevas. Kromě hodnostních znaků na uniformách můžeme najít i:
- na blůzách George Harrisona a Paula McCartneyho řády Britského impéria, které dostali od britské královny,
- britský královský erb na Lennonově pravém rukávu,
- pásky ontarijské provinční policie na rukávech Paula McCartneyho.

Toto album bylo také první v historii britské populární hudby, které mělo na obálce vytištěné kompletní texty skladeb.

## Seznam skladeb
Všechny skladby jsou od autorské dvojice Lennon–McCartney, kromě skladby „Within You Without You“ od George Harrisona. Reálně většinu materiálu na albu napsal Paul McCartney – převážně Lennonovy jsou jen tři písně a Harrison je zastoupen jedinou skladbou, což byl výrazný ústup oproti předchozímu albu Revolver, kde měl tři skladby.
Jak bylo u Beatles zvykem, hlavní pěvecký part zpravidla zpívá (hlavní) autor písně, s výjimkou 2. skladby, kterou napsali Lennon a McCartney pro Ringa. Tomuto rozdělení přesně odpovídá i závěrečná skladba A Day In The Life, kde Lennon i McCartney každý zpívají svou část písně.

### Strana jedna
1. „Sgt. Pepper's Lonely Hearts Club Band“ – 2:04 (zpěv McCartney a Lennon)
2. „With a Little Help from My Friends“ – 2:46 (zpěv Starr)
3. „Lucy in the Sky with Diamonds“ – 3:30 (zpěv Lennon)
4. „Getting Better“ – 2:49 (zpěv McCartney)
5. „Fixing a Hole“ – 2:38 (zpěv McCartney)
6. „She's Leaving Home“ – 3:37 (zpěv McCartney a Lennon)
7. „Being for the Benefit of Mr. Kite!“ – 2:39 (zpěv Lennon)

### Strana dva
1. „Within You Without You“ (George Harrison) – 5:07 (zpěv Harrison)
2. „When I'm Sixty-Four“ – 2:37 (zpěv McCartney)
3. „Lovely Rita“ – 2:44 (zpěv McCartney)
4. „Good Morning Good Morning“ – 2:43 (zpěv Lennon)
5. „Sgt. Pepper's Lonely Hearts Club Band (Reprise)“ – 1:20 (zpěv Lennon, McCartney, Harrison, Starr)
6. „A Day in the Life“ – 5:33 (zpěv Lennon a McCartney)

## Obsazení

### The Beatles
- John Lennon – zpěv, akustická a elektrická doprovodná kytara, varhany Hammond, foukací harmonika, páskové smyčky, zvukové efekty, hřeben, tamburína, maracas, závěrečný klavírní akord v A Day In The Life
- Paul McCartney – zpěv, baskytara, sólová kytara, klavír, cembalo, varhany Hammond a Lowrey, zvukové efekty, hřeben, závěrečný klavírní akord v A Day In The Life
- George Harrison – zpěv, akustická a elektrická sólová kytara, sitar, tambura, swarmandal, foukací harmonika, hřeben, tamburína, maracas
- Ringo Starr – zpěv, bicí, perkuse, foukací harmonika, hřeben, závěrečný klavírní akord v A Day In The Life

### Technický personál
- George Martin – produkce, páskové smyčky, zvukové efekty, varhany Hammond a Lowrey, harmonium, zvonkohra, mellotron, cembalo, klavírní sólo v Lovely Rita
- Geoff Emerick – zvukový technik, páskové smyčky, zvukové efekty
- Mal Evans – foukací harmonika, budík, počítání taktů a závěrečný klavírní akord v A Day In The Life
- Neil Aspinall – foukací harmonika, tambura

### Další hudebníci
- John Oedry – klavír ve skladbě „With a Little Help from My Friends“
- James Buck, Neil Sanders, Tony Randall, John Burden – dechové nástroje ve skladbě „Sgt. Pepper's Lonely Hearts Club Band“
- Erich Gruenberg, Derek Jacobs, Trevor Williams, Jose Luis García – housle ve skladbách „She's Leaving Home“ a „A Day in the Life“
- John Underwood, Stephen Shingles – housle ve skladbách „She's Leaving Home“ a „A Day in the Life“
- Dennis Vigay, Alan Dalziel – Cello ve skladbách „She's Leaving Home“ a „A Day in the Life“
- Gordon Pearce – basa ve skladbách „She's Leaving Home“ a „A Day in the Life“
- Sheila Bromberg – harfa ve skladbě „She's Leaving Home“
- Natwar Soni – tabla ve skladbě „Within You Without You“
- Anna Joshi, Amrit Najjar – dilruba ve skladbě „Within You Without You“
- Buddhadev Kansara – tambura ve skladbě „Within You Without You“
- Erich Gruenberg, Alan Loveday, Julien Gaillard, Paul Scherman, Ralph Elman, David Wolfsthal, Jack Rothstein, Jack Greene – housle ve skladbě „Within You Without You“
- Reginald Kilbey – Cello ve skladbě „Within You Without You“
- Allen Ford, Peter Beavan – violoncelo ve skladbě „Within You Without You“
- Robert Burns, Henry Mackenzie – klarinet ve skladbách „When I'm Sixty-Four“ a „A Day in the Life“
- Frank Reidy – klarinet ve skladbě „When I'm Sixty-Four“
- Barrie Cameron, David Glyde, lan Holmes, John Lee – dechové nástroje ve skladbě „Good Morning Good Morning“

## Žebříčky

### Album
| Rok  | Země               | Žebříček                     | Umístění     |
| ---- | ------------------ | ---------------------------- | ------------ |
| 1967 | USA                | Billboard 200                | 1 (15 týdnů) |
| 1967 | Spojené království | UK Albums Chart              | 1 (27 týdnů) |
| 1967 | Austrálie          | Australian ARIA Albums Chart | 1 (30 týdnů) |

Album se dostalo do žebříčku Spojeného království 3. června 1967 a je tam (do 1. července, 2007) celkem 201 týdnů.
V USA je album v žebříčku Billboard 200 celkem 175 týdnů.

### Singly
| Rok  | Singl                                                                                              | Žebříček      | Umístění |
| ---- | -------------------------------------------------------------------------------------------------- | ------------- | -------- |
| 1978 | „Sgt. Pepper's Lonely Hearts Club Band"/ "With a Little Help from My Friends"/ "A Day in the Life“ | Popové singly | 2        |

## Ocenění

### Grammy
| Rok  | Vítěz                                 | Ocenění                                      |
| ---- | ------------------------------------- | -------------------------------------------- |
| 1967 | Sgt. Pepper's Lonely Hearts Club Band | Grammy za album roku                         |
| 1967 | Sgt. Pepper's Lonely Hearts Club Band | Grammy za nejlepší obal alba                 |
| 1967 | Sgt. Pepper's Lonely Hearts Club Band | Grammy za nejlepší nahrávku neklasické hudby |
| 1967 | Sgt. Pepper's Lonely Hearts Club Band | Grammy za nejlepší nazpívané album           |

### Grammy– nominace
| Rok  | Nominováno                            | Ocenění                                         |
| ---- | ------------------------------------- | ----------------------------------------------- |
| 1967 | Sgt. Pepper's Lonely Hearts Club Band | Nejlepší nazpívananí skupinou                   |
| 1967 | Sgt. Pepper's Lonely Hearts Club Band | Nejlepší interpretace duetem, skupinou ve zpěvu |
| 1967 | „A Day in the Life“                   | Nejlepší aranžmá hudby se zpěvem                |

### Rock n' rollová síň slávy
| Rok  | Ocenění                              |
| ---- | ------------------------------------ |
| 1988 | Uvedeno                              |
| 2007 | Nejvýznamnější rock n' rollové album |